# TNX

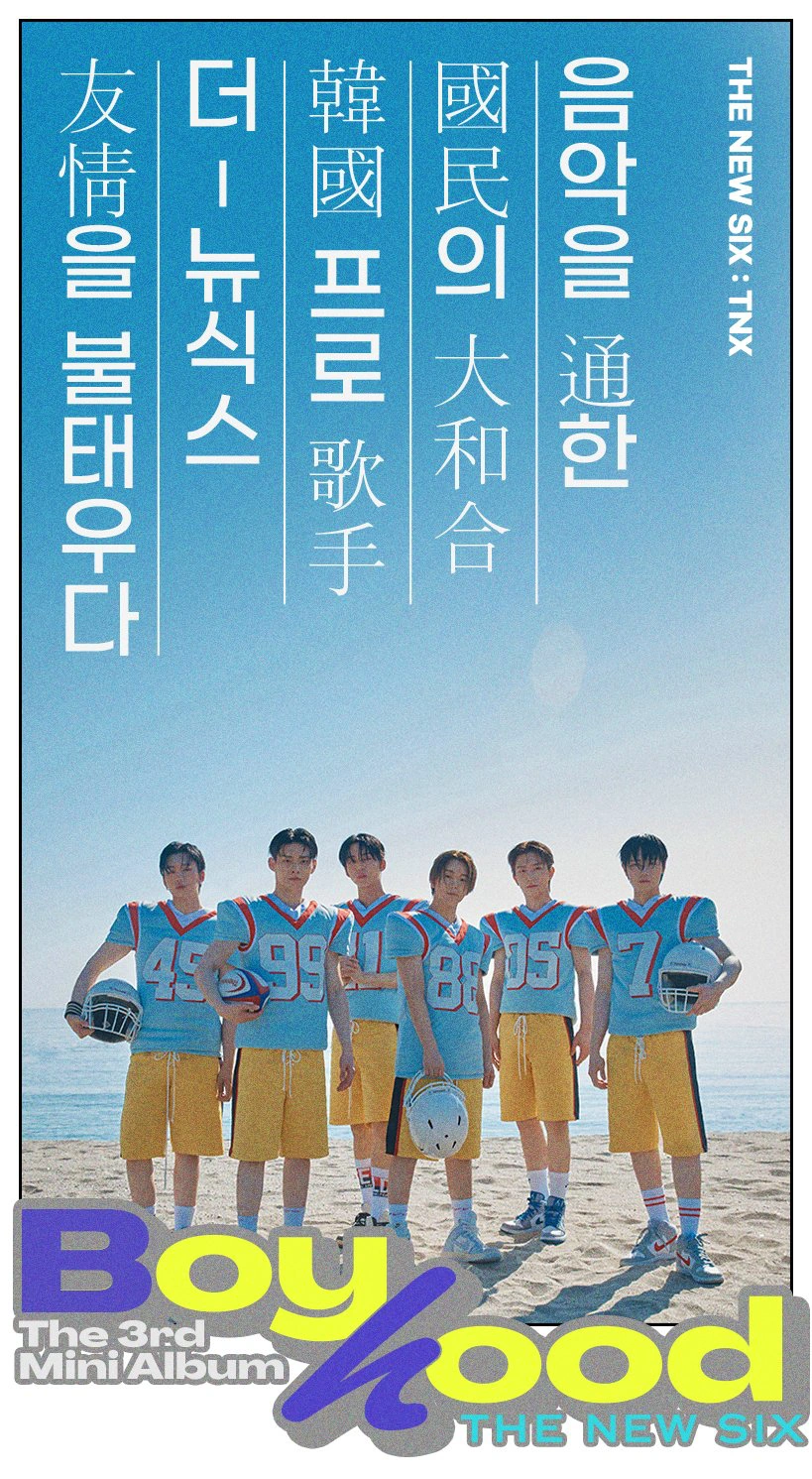

TNX (티엔엑스; сокращение от The New Six) — мужская группа из шести участников компании P Nation. Группа была создана в рамках шоу на выживание LOUD, они официально дебютировали 17 мая 2022 года с мини-альбомом Way Up.
2 ноября 2020 года SBS объявили, что они запустят прослушивание для шоу на выживание в сотрудничестве с J.Y. Park из JYP Entertainment и Psy из P Nation, чтобы создать две глобальные мужские группы. Заявки были открыты со 2 ноября 2020 года по 31 января 2021 года для мужчин, родившихся в 2000 году или позже.
Шоу началось 5 июня и закончилось 11 сентября 2021 года. У Кёнджун, Чхве Тэхун, Чан Хёнсу, Чон Джунхёк, Ын Хви, О Сонджун и Танака Коки были выбраны в качестве участников будущей мужской группы P NATION. 24 января 2022 года P NATION объявили, что Танака Коки не дебютирует в группе, чтобы продолжить своё обучение.

## 2022: Дебют с Way Up и название фандома
29 марта 2022 года было объявлено, что группа будет официально называться TNX (The New Six) и что они дебютируют 17 мая. 26 апреля стало известно, что группа дебютирует со своим первым мини-альбомом Way Up. В день своего дебюта группа объявила название своего фандома, THX, что означает «Together with TNX».

## 2023: Перерыв Джунхёка, Love Never Dies, Boyhood
11 января 2023 года P NATION сообщили, что Джунхёк возьмёт перерыв в деятельности из-за симптомов беспокойства.
25 января группа объявила, что 15 февраля они вернутся со своим вторым мини-альбомом Love Never Dies.
16 апреля через Twitter Джунхёк объявил, что возвращается к групповой деятельности.
22 мая группа объявила, что вернётся со своим третьим мини-альбомом Boyhood 7 июня.